# Magyar országos rekordok listája 100 méteres vegyesúszásban
Ez a lista a 100 méteres vegyesúszásban elért felnőtt magyar csúcsokat tartalmazza.

## Rövid pálya

### Férfiak
| A férfi 100 méteres vegyesúszás magyar csúcsai (25 méteres medence) | A férfi 100 méteres vegyesúszás magyar csúcsai (25 méteres medence) | A férfi 100 méteres vegyesúszás magyar csúcsai (25 méteres medence) | A férfi 100 méteres vegyesúszás magyar csúcsai (25 méteres medence) | A férfi 100 méteres vegyesúszás magyar csúcsai (25 méteres medence) | A férfi 100 méteres vegyesúszás magyar csúcsai (25 méteres medence) | A férfi 100 méteres vegyesúszás magyar csúcsai (25 méteres medence) | A férfi 100 méteres vegyesúszás magyar csúcsai (25 méteres medence) |
| Idő                                                                 | Név                                                                 | Egyesület                                                           | Dátum                                                               | Helyszín                                                            | Esemény                                                             | Megjegyzés                                                          | Forrás                                                              |
| ------------------------------------------------------------------- | ------------------------------------------------------------------- | ------------------------------------------------------------------- | ------------------------------------------------------------------- | ------------------------------------------------------------------- | ------------------------------------------------------------------- | ------------------------------------------------------------------- | ------------------------------------------------------------------- |
| 1:00,47                                                             | Bodrogi Viktor                                                      | Százhalombatta                                                      | 1999. 04. ??.                                                       | Zalaegerszeg, Magyarország                                          | vidékbajnokság                                                      |                                                                     | [ 1 ]                                                               |
| 059,40                                                              | Máté Zsolt                                                          | Szegedi UE                                                          | 2001. 12. 09.                                                       | Budapest, Magyarország                                              | magyar bajnokság                                                    |                                                                     | [ 2 ]                                                               |
| 056,79                                                              | Zubor Attila                                                        | Bp. Spartacus                                                       | 2002. 04. 20.                                                       | Spittal, Ausztria                                                   | Schwimmen um die Wappenschale                                       |                                                                     | [ 3 ]                                                               |
| 054,41                                                              | Cseh László                                                         | Kőbánya SC                                                          | 2006. 08. 13.                                                       | Hamburg, Németország                                                | Deutscher Ring Aquatics                                             |                                                                     | [ 4 ]                                                               |
| 053,38                                                              | Cseh László                                                         | Kőbánya SC                                                          | 2009. 11. 14.                                                       | Százhalombatta, Magyarország                                        | magyar bajnokság                                                    |                                                                     | [ 5 ]                                                               |
| 053,11                                                              | Cseh László                                                         | Kőbánya SC                                                          | 2012. 10. 20.                                                       | Hamburg, Németország                                                | világkupa                                                           |                                                                     | [ 6 ] [ 7 ]                                                         |
| 053,08                                                              | Földházi Dávid                                                      | Bácsvíz KVSC                                                        | 2014. 12. 06.                                                       | Doha, Katar                                                         | világbajnokság                                                      | a selejtezőben                                                      | [ 8 ]                                                               |
| 053,00                                                              | Földházi Dávid                                                      | Iron Aquatics                                                       | 2017. 11. 18.                                                       | Szingapúr                                                           | világkupa                                                           |                                                                     | [ 9 ]                                                               |
| 052,82                                                              | Kós Hubert                                                          | Újpesti TE                                                          | 2022. 11. 17.                                                       | Kaposvár, Magyarország                                              | magyar bajnokság                                                    |                                                                     | [ 10 ]                                                              |

### Nők
| A női 100 méteres vegyesúszás magyar csúcsai (25 méteres medence) | A női 100 méteres vegyesúszás magyar csúcsai (25 méteres medence) | A női 100 méteres vegyesúszás magyar csúcsai (25 méteres medence) | A női 100 méteres vegyesúszás magyar csúcsai (25 méteres medence) | A női 100 méteres vegyesúszás magyar csúcsai (25 méteres medence) | A női 100 méteres vegyesúszás magyar csúcsai (25 méteres medence) | A női 100 méteres vegyesúszás magyar csúcsai (25 méteres medence) | A női 100 méteres vegyesúszás magyar csúcsai (25 méteres medence) |
| Idő                                                               | Név                                                               | Egyesület                                                         | Dátum                                                             | Helyszín                                                          | Esemény                                                           | Megjegyzés                                                        | Forrás                                                            |
| ----------------------------------------------------------------- | ----------------------------------------------------------------- | ----------------------------------------------------------------- | ----------------------------------------------------------------- | ----------------------------------------------------------------- | ----------------------------------------------------------------- | ----------------------------------------------------------------- | ----------------------------------------------------------------- |
| 1:05,93                                                           | Szántó Szintia                                                    | Bp. Honvéd                                                        | 2001. 10. 28.                                                     | Füssen, Németország                                               | Internationales Schwimmfest                                       |                                                                   |                                                                   |
| 1:03,98                                                           | Risztov Éva                                                       | Bp. Spartacus                                                     | 2001. 12. 09.                                                     | Budapest, Magyarország                                            | magyar bajnokság                                                  |                                                                   | [ 2 ]                                                             |
| 1:03,48                                                           | Jakabos Zsuzsanna                                                 | ANK Pécs                                                          | 2005. 12. 09.                                                     | Trieszt, Olaszország                                              | Európa-bajnokság                                                  | a selejtezőben                                                    | [ 11 ]                                                            |
| 1:03,29                                                           | Jakabos Zsuzsanna                                                 | ANK Pécs                                                          | 2005. 12. 09.                                                     | Trieszt, Olaszország                                              | Európa-bajnokság                                                  | az elődöntőben                                                    | [ 12 ]                                                            |
| 1:02,25                                                           | Verrasztó Evelyn                                                  | A Jövő SC                                                         | 2007. 11. 17.                                                     | Debrecen, Magyarország                                            | magyar bajnokság                                                  |                                                                   | [ 13 ]                                                            |
| 1:01,38                                                           | Verrasztó Evelyn                                                  | A Jövő SC                                                         | 2007. 12. 14.                                                     | Debrecen, Magyarország                                            | Európa-bajnokság                                                  | a selejtezőben                                                    | [ 14 ]                                                            |
| 1:01,01                                                           | Verrasztó Evelyn                                                  | A Jövő SC                                                         | 2007. 12. 14.                                                     | Debrecen, Magyarország                                            | Európa-bajnokság                                                  | az elődöntőben                                                    | [ 15 ]                                                            |
| 1:00,93                                                           | Verrasztó Evelyn                                                  | A Jövő SC                                                         | 2008. 12. 12.                                                     | Fiume, Magyarország                                               | Európa-bajnokság                                                  | a selejtezőben                                                    | [ 16 ]                                                            |
| 059,93                                                            | Verrasztó Evelyn                                                  | A Jövő SC                                                         | 2008. 12. 12.                                                     | Fiume, Magyarország                                               | Európa-bajnokság                                                  | az elődöntőben                                                    | [ 17 ]                                                            |
| 059,49                                                            | Verrasztó Evelyn                                                  | A Jövő SC                                                         | 2008. 12. 13.                                                     | Fiume, Magyarország                                               | Európa-bajnokság                                                  | 2. hely                                                           | [ 18 ]                                                            |
| 058,61                                                            | Verrasztó Evelyn                                                  | A Jövő SC                                                         | 2009. 12. 11.                                                     | Isztambul, Törökország                                            | Európa-bajnokság                                                  | az elődöntőben                                                    | [ 19 ]                                                            |
| 058,21                                                            | Verrasztó Evelyn                                                  | A Jövő SC                                                         | 2009. 12. 12.                                                     | Isztambul, Törökország                                            | Európa-bajnokság                                                  | 2. hely                                                           | [ 20 ]                                                            |
| 057,73                                                            | Hosszú Katinka                                                    | Vasas                                                             | 2013. 08. 08.                                                     | Eindhoven, Hollandia                                              | világkupa                                                         | világcsúcs, selejtező                                             | [ 21 ]                                                            |
| 057,50                                                            | Hosszú Katinka                                                    | Vasas                                                             | 2013. 08. 08.                                                     | Eindhoven, Hollandia                                              | világkupa                                                         | világcsúcs                                                        | [ 22 ]                                                            |
| 057,45                                                            | Hosszú Katinka                                                    | Vasas                                                             | 2013. 08. 11.                                                     | Berlin, Németország                                               | világkupa                                                         | világcsúcs, selejtező                                             | [ 23 ]                                                            |
| 057,25                                                            | Hosszú Katinka                                                    | Vasas                                                             | 2014. 08. 28.                                                     | Doha, Katar                                                       | világkupa                                                         | világcsúcs, selejtező                                             | [ 24 ]                                                            |
| 056,86                                                            | Hosszú Katinka                                                    | Vasas                                                             | 2014. 09. 01.                                                     | Dubaj, Egyesült Arab Emírségek                                    | világkupa                                                         | világcsúcs, selejtező                                             | [ 25 ]                                                            |
| 056,70                                                            | Hosszú Katinka                                                    | Vasas                                                             | 2014. 12. 05.                                                     | Doha, Katar                                                       | világbajnokság                                                    | világcsúcs, első hely                                             | [ 26 ]                                                            |
| 056,67                                                            | Hosszú Katinka                                                    | Vasas                                                             | 2015. 12. 04.                                                     | Netánja, Izrael                                                   | Európa-bajnokság                                                  | világcsúcs, első hely                                             | [ 27 ]                                                            |
| 056,51                                                            | Hosszú Katinka                                                    | Iron Aquatics                                                     | 2017. 08. 07.                                                     | Berlin, Németország                                               | világkupa                                                         | világcsúcs                                                        | [ 28 ]                                                            |